# Yuki Naitto
Yuki Naitto (Zhili, 1910-Madrid, 29 de septiembre de 1933) fue una trapecista, funambulista, acróbata y artista de circo china, miembro de la troupe chino-rusa Naitto, que falleció en el Teatro Circo Price de Madrid, ubicado en la Plaza del Rey, en un accidente de trapecio mientras ensayaba un nuevo número.

## Trayectoria
Naitto era hija de madre rusa y padre chino y la mayor de sus hermanas: Neina, Nio y Marjorie. Su padre, Hen Yu Naitto, artista de circo en la especialidad del alambre, formó junto a sus hijas y a una artista de circo rusa –adoptada por la familia–, llamada Ala, la troupé Naitto, considerados como los mejores funambulistas del mundo de su época. La compañía nació en Rusia y en 1932 actuó en Alemania y luego en Gran Bretaña. Naitto era reconocida por realizar actos nunca antes vistos, como el salto mortal o subirse a una silla en equilibrio sobre el alambre. Estuvo brevemente casada con un hombre chino, residente en Rusia.
En 1933, la troupé Naitto fue contratada por Mariano Sánchez Rexach –entonces director del Circo Price de Madrid, ubicado en la Plaza del Rey– para presentarse por primera vez en España. El paso de la compañía por el Price llamó la atención de los espectadores por la complejidad de los actos acrobáticos que realizaban y también de los empresarios de espectáculos del país. Uno de ellos, Castillo, les ofreció un contrato para realizar una gira por Andalucía, que iniciaría el 1 de octubre del mismo año. Naitto, de veintitrés años, se enamoró de un artista de circo alemán, llamado Kurt Güggenkeim, de nombre artístico Ilusionista Kasifki, que también actuaba en el Price y que fue la razón por la que logró convencer a su padre de cancelar el contrato que les llevaría a viajar fuera de Madrid. Esta decisión le costó a la familia el pago de una indemnización de 500 pesetas al empresario Castillo. Para quedarse en la ciudad, la troupé circense consiguió un nuevo contrato para seguir actuando en el Price por una nueva temporada.
Naitto quiso mostrar un espectáculo diferente al público madrileño, simulando un accidente. El número consistiría en subirse a una plataforma sujeta del techo del circo y saltar hasta coger un trapecio colgado a corta distancia, sin alcanzarlo y deliberadamente sujeta por los pies con unos tensores, caía a una distancia de menos de un metro del suelo, finalmente, y aquí la novedad, retornaba a la plataforma de la que se había lanzado. Naitto y su compañía debían presentarse en el Price, el viernes 29 de septiembre de 1933, en una función a beneficio de los clowns Rico y Alex. La mañana de ese día, a pesar de no contar con la aprobación de la dirección ni con los permisos reglamentarios de montaje que exigía el Price –la presencia de Sánchez Rexach–, la troupe inició el ensayo bajo la dirección del padre. Naitto se arrojó desde la plataforma, pero los tensores y las cuerdas no funcionaron, estrellándose contra el suelo que se ubicaba debajo del palco de honor. El cuerpo fue trasladado al despacho de la dirección donde el médico de guardia del circo, intentó reanimarla sin éxito, certificando su defunción a las 11:45 a. m., a causa del impacto de la caída que le provocó una fractura en la base del cráneo con conmoción cerebral y visceral. El cadáver de Naitto fue enviado al depósito judicial y el aparato y las cuerdas, a los peritos para la investigación de las causas del accidente, ambas acciones por orden del Juzgado de guardia. La familia tuvo que pedir una autorización al Consulado de China para embalsamar el cuerpo, esto les permitiría esperar a que una de las hermanas de Naitto, residente en Berlín, llegara a Madrid para verla por última vez. En señal de duelo, la función que se realizaría esa noche fue suspendida por la dirección del Price.  Güggenkeim, el novio, le hizo una ofrenda floral con una dedicatoria en alemán que decía: Gelichic-Yuki Furmeine Uberalles, cuya traducción al español sería: Estabas para mí sobre todo. El entierro de Naitto se realizó en el Cementerio de la Almudena de Madrid, la tarde del 1 de octubre, en compañía de sus familiares, amigos artistas, representantes del consulado chino en España y empresarios del espectáculo.
Luego de la muerte de Naitto, la troupe siguió presentándose en el Price, hasta la terminación de su contrato el 10 de octubre de 1933. Finalmente, la familia de artistas de circo se trasladó a los Estados Unidos para unirse al Ringling Brothers and Barnum & Bailey Circus. Al año siguiente, en septiembre de 1934, Güggenkeim, el ilusionista, pareja de Naitto y que trabajaba para el Teatro de la Zarzuela, murió en un accidente de coche en la carretera de Salamanca.